# Bulbophyllum cylindraceum
Bulbophyllum cylindraceum là một loài phong lan thuộc chi Bulbophyllum.